# 泰迈什瓦里·翁德赖奥
泰迈什瓦里·翁德赖奥（匈牙利語：Temesvári Andrea，1966年4月26日—），匈牙利女子网球运动员。她曾在1986年法国网球公开赛搭档美国球手玛蒂娜·纳芙拉蒂洛娃获得女子双打冠军。